# 東京都道415号高輪麻布線
東京都道415号高輪麻布線（とうきょうとどう415ごう たかなわあざぶせん）は、東京都港区の特例都道である。北側区間（六本木二丁目交差点 - 白金一丁目交差点）は、東京都市計画道路幹線街路放射1号線に属しており、片側3車線 - 4車線の広幅員道路となっている一方で、南側区間（魚籃坂下交差点 - 泉岳寺交差点）は、幅員15m程度であり坂が多い。

## 概要

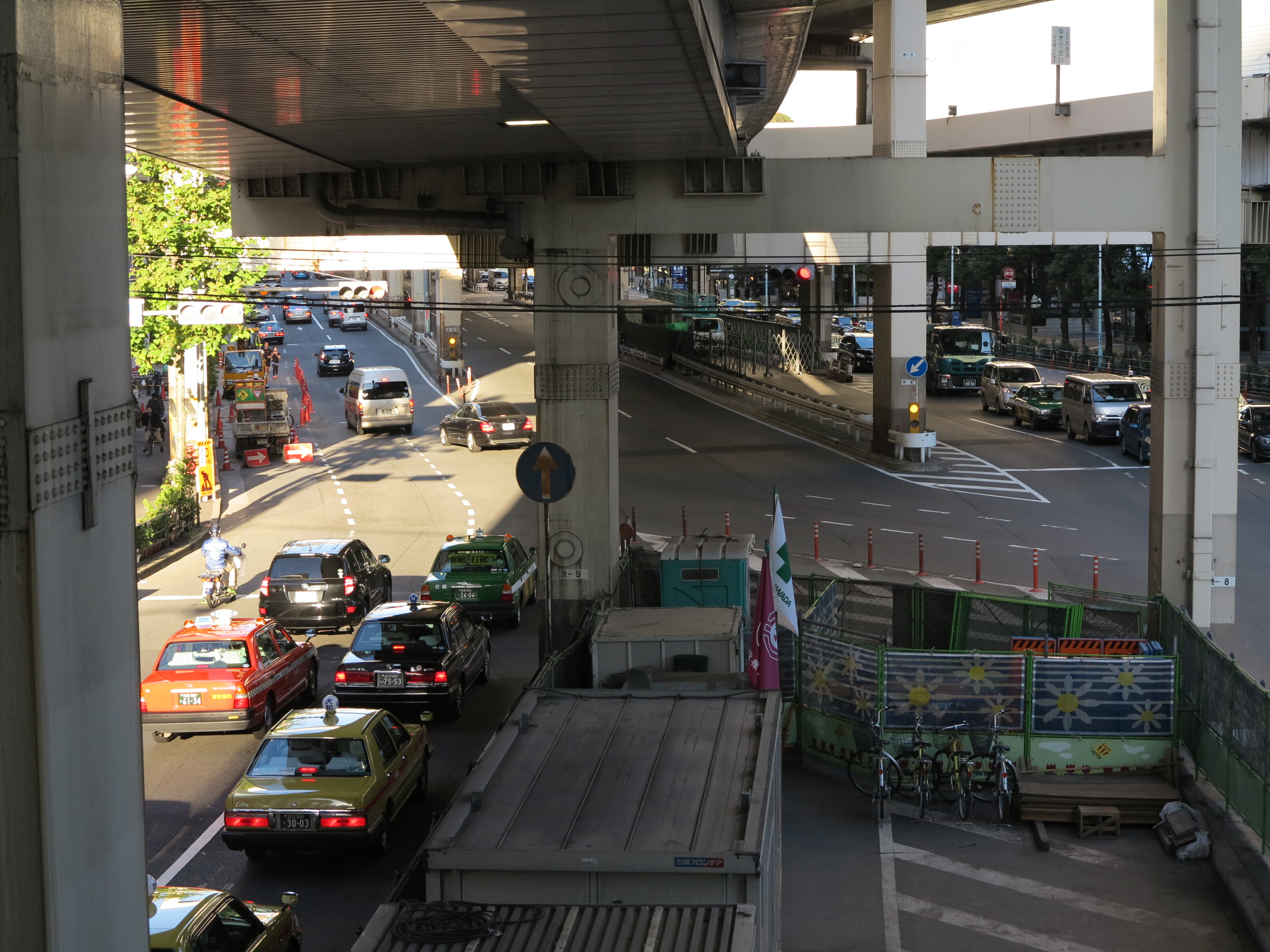
終点の六本木二丁目交差点。写真右側から合流してくるのが当道路で、直上の高架は首都高谷町JCT。

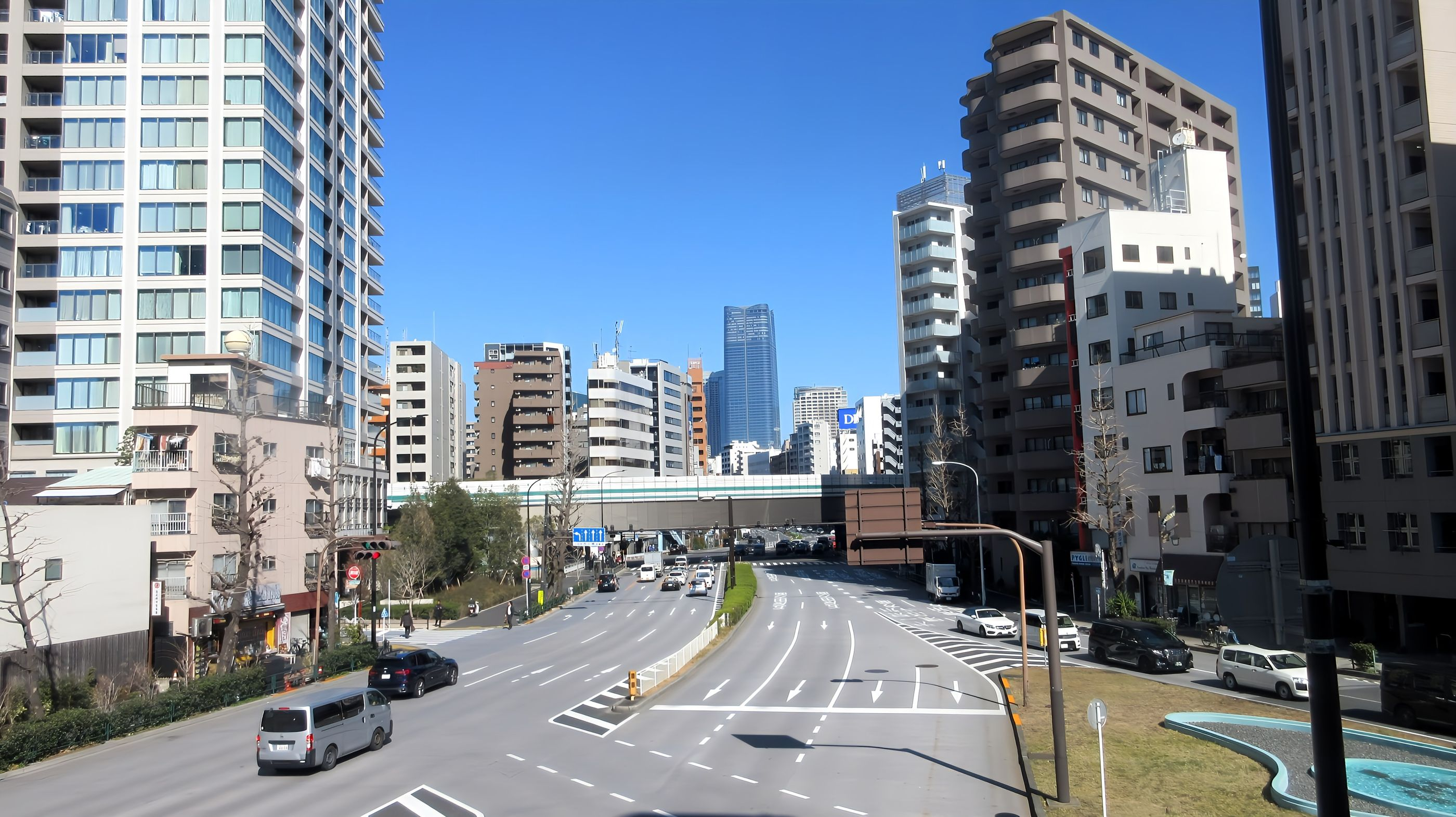
魚籃中央歩道橋より撮影

起点の泉岳寺交差点は、高輪ゲートウェイ駅開業に伴う再開発工事以前はT字路となっていた。第一京浜を南側より来ると本道路は左折側となる。起点から屈曲の多い伊皿子坂を上った後は伊皿子交差点より魚籃坂として下りになり、魚籃坂下交差点で桜田通り（国道1号）と交差すると、その北側の三差路より車線数が大幅に増える。この三差路では南南西より支線が合流するが、終点側から来ると本線は分岐側の様相を呈している。終点側から直進して支線に入ると、南側の白金一丁目交差点で桜田通りと合流する。
支線と本線の分岐を通過してすぐの古川橋交差点から終点までは、通称「麻布通り」が付与されている。また、古川橋交差点から東側に首都高速が並行し、更に北側の新一の橋より先では直上へ移ってくる。その後も緩やかな屈曲を繰り返し、終点の六本木二丁目交差点では北に向かって六本木通りと合流する。
平行する道路に、首都高速都心環状線（谷町JCT - 一ノ橋JCT）、首都高速2号目黒線（一ノ橋JCT - 古川橋交差点）があり、首都高2号線は東側に並行するように走っているが、一ノ橋JCT（新一の橋交差点直上）からは道路の直上を走り、谷町JCT（六本木二丁目交差点直上）まで続く。

### 路線データ
- 本線
  - 起点 - 泉岳寺交差点（第一京浜・泉岳寺駅）
  - 終点 - 六本木二丁目交差点（六本木通り）
- 支線
  - 起点 - 白金一丁目交差点（国道1号・恵比寿通り）
  - 終点 - 交差点名なし（魚籃坂下交差点北側の三差路）

## 通称

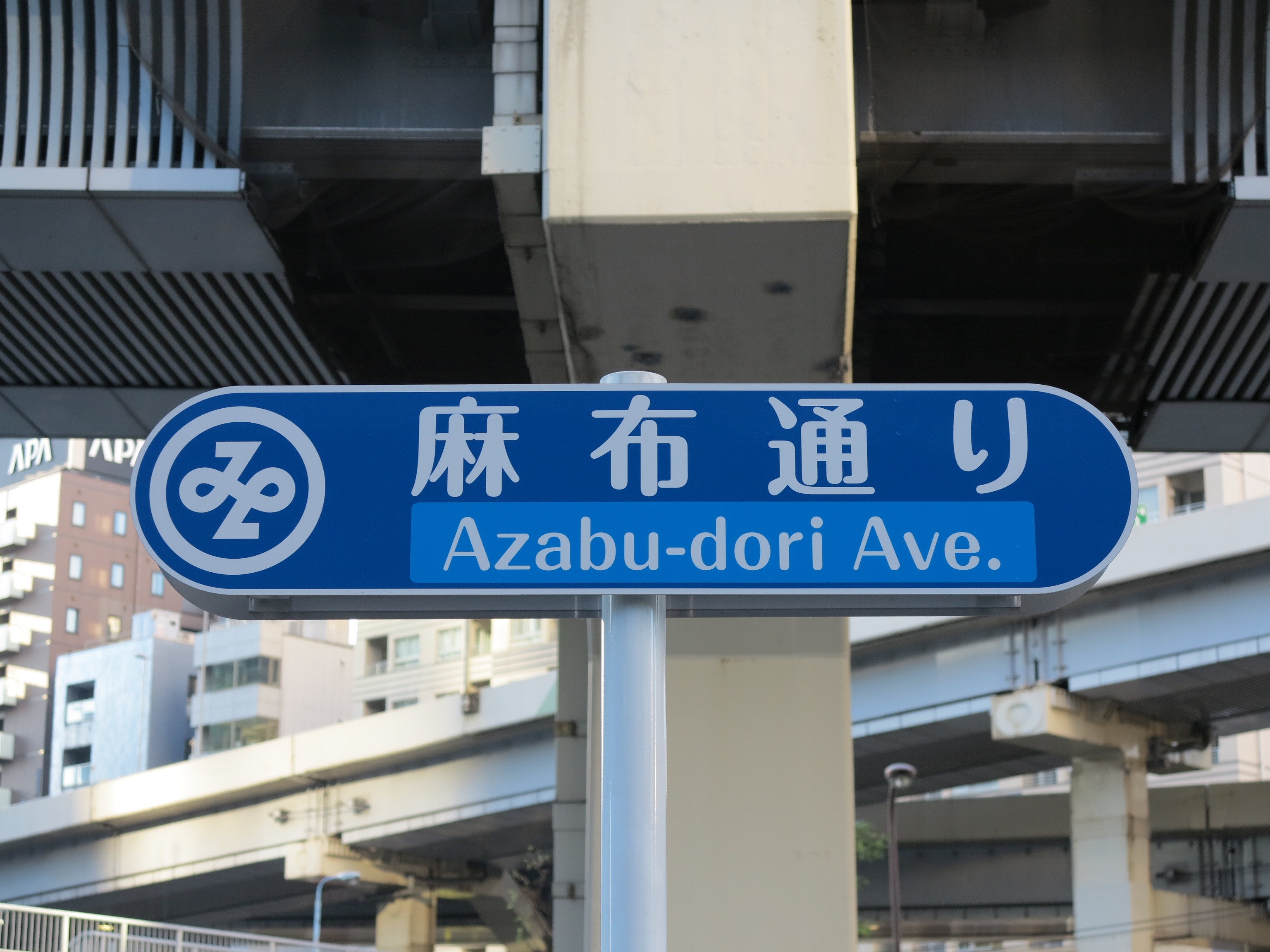
2015年3月30日区により設置された麻布通りの道路名表示

六本木二丁目交差点 - 古川橋交差点間に「麻布通り」の名が付与されている。
これは港区により命名され、2014年9月に都から承諾を受けたものだが、戦後に整備された比較的新しい道路なので、広く周知された通称名は特に存在しない。旧来のものとしては、道往寺前（交差点名称無し） - 伊皿子交差点間に伊皿子坂、魚籃坂下交差点 - 伊皿子交差点間に魚籃坂、新一の橋交差点 - 飯倉片町交差点間の長い坂に永坂、という名称が付いている程度である。
谷町 - 古川橋間を「高輪麻布線」や「放射1号線」と呼ぶ人も稀にいるが、これも一般住民に浸透した通称ではない。五反田方面から桜田通りを直進するとこの道路に入るため（桜田通りは白金一丁目交差点で右に折れる）、この道路を桜田通りと誤解する人もいる。
麻布警察署ではこの道路を「谷町志田町線」と呼んでいる。

## 地理

### 通過する自治体
- 東京都
  - 港区

### 交差する道路
- 国道15号（第一京浜、泉岳寺交差点）
- 国道1号（魚籃坂下交差点）
- 東京都道416号古川橋二子玉川線（明治通り、古川橋交差点）
- 東京都道319号環状三号線本線（新一ノ橋交差点）
- 東京都道319号環状三号線支線（飯倉片町交差点）
- 東京都道412号霞ヶ関渋谷線（六本木通り、六本木二丁目交差点）

### 沿線
- 泉岳寺駅
- 白金高輪駅
- 慶應義塾大学
- 仙台坂
- 首都高速道路一ノ橋JCT
- 麻布十番駅
- 首都高速都心環状線飯倉出入口
- 麻布台ヒルズ
- 六本木一丁目駅
- 首都高速道路谷町JCT